# Grotte d'Afqa
La grotte d'Afqa est une cavité montagneuse du Liban située dans le massif du Mont-Liban au niveau de la ville de Jbeil, l'antique Byblos. Le Nahr Ibrahim y prend sa source. Le site de la grotte est réputé pour les ruines d'un sanctuaire attribué à la déesse Aphrodite et pour être le cadre du mythe d'Adonis. 

## Caractéristiques physiques

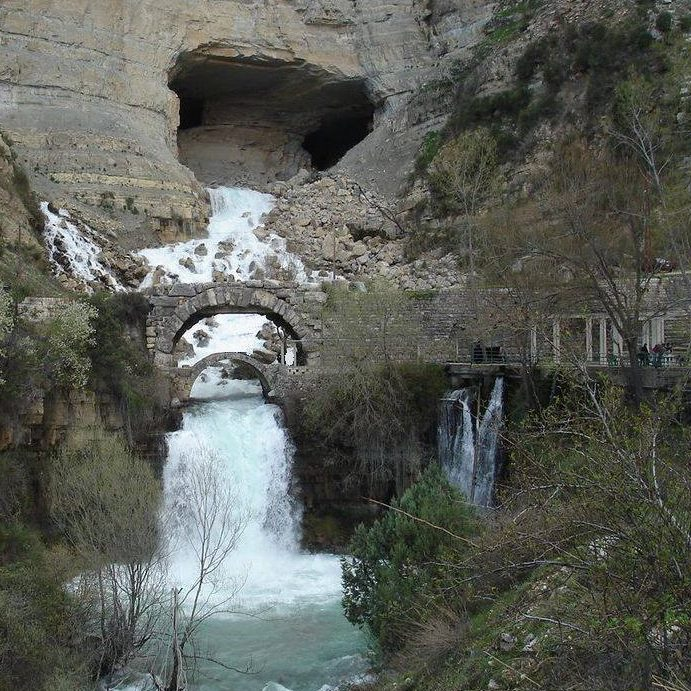
grotte d'Afqa 2015 l'hiver

La grotte d'Afqa se situe sur le massif du Mont-Liban à 1 255 m d’altitude, au pied d’une vertigineuse falaise de calcaire. Son développement, qui dépasse 3 600 m, classe cette cavité au quatrième rang parmi les plus longues cavités du Liban. L’enchevêtrement des couloirs est très grand et complique l’exploration. Il existe dans ce dédale un étage difficile d’accès et de nombreux conduits fossilisés et en voie de remplissage par l’argile. La caverne d’Afqa est explorée par le club de spéléologie du Liban.
La grotte donne naissance à une source d'eau souterraine, qui avec celle de Rouais dans la région de Aaqoura, est le principal exutoire des nappes souterraines des massifs qui enserrent la vallée du Nahr Ibrahim. La rivière naissante forme à l'entrée de la grotte des cascades successives. Elle est enjambée par un pont en pierre datant de l'époque des Romains. Au nord du porche, parmi les éboulis, elle reçoit un premier affluent, trop-plein de la rivière souterraine.

## Site archéologique
Les abords de la grotte de Afqa sont occupés par un sanctuaire romain, célèbre dans l'Antiquité.

### Histoire et attribution

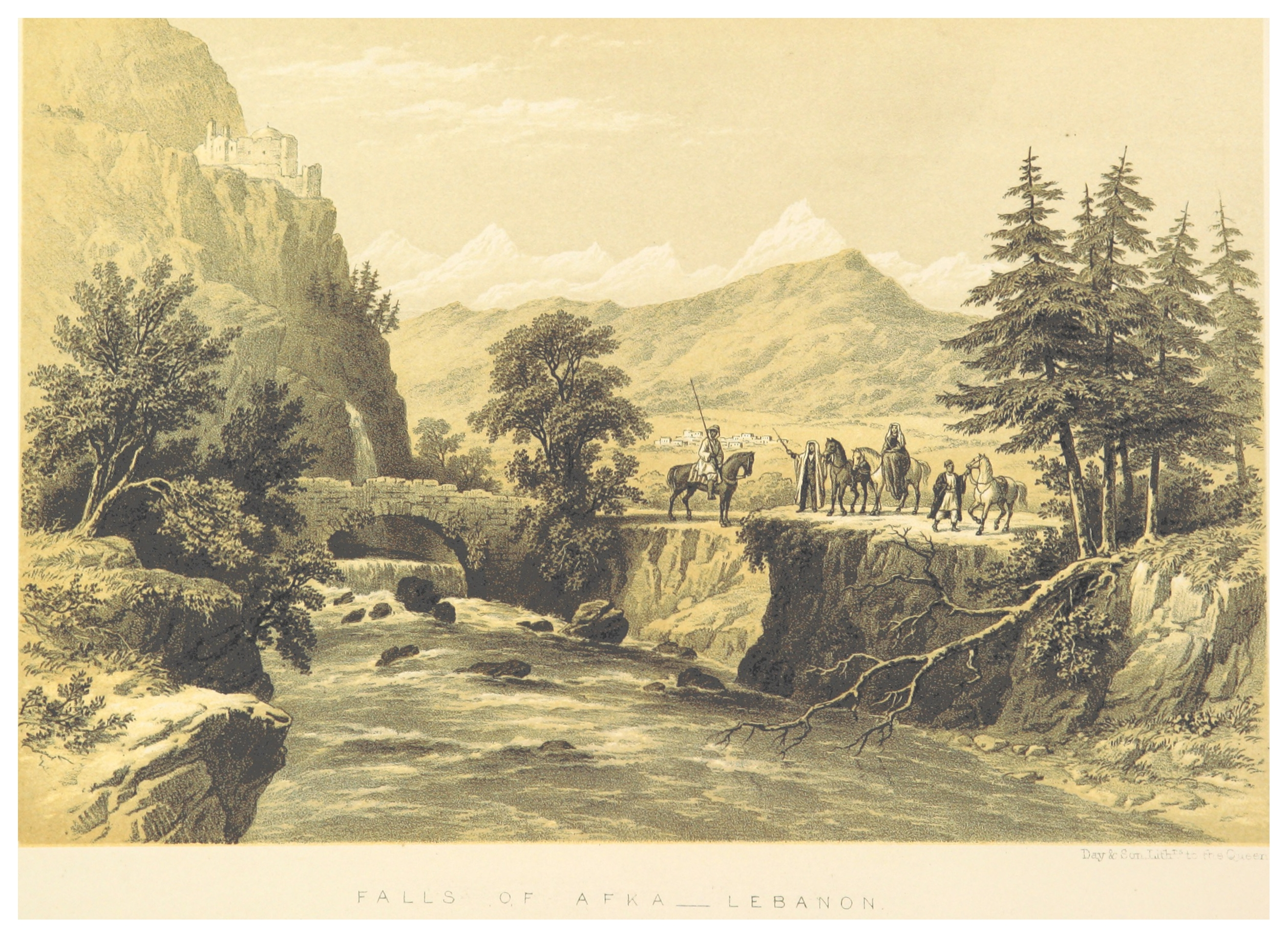
Cascades d'Afqa (c. 1863)

La version paléo-babylonienne de l’Épopée de Gilgamesh atteste la renommée du sanctuaire de Afqa au IIe millénaire av. J.-C.  
Vers le IIe siècle apr. J.-C., Lucien de Samosate, auteur du De Dea Syria s'est probablement rendu au sanctuaire d’Aphaca qu'il situe à une journée entière de marche de la ville de Byblos. Il constate ainsi l’ancienneté du temple d’Aphrodite, fondé par le roi légendaire Cinyras.
L'évêque Eusèbe de Césarée et l'historien Sozomène évoquent dans leurs œuvres la « destruction du temple d’Aphaca » sur l’ordre de Constantin et l’interdiction de son culte jugé licencieux.
D’autres auteurs suggèrent, depuis Ernest Renan, de placer à Afqa le tombeau d’Adonis (Tammouz ou Thamous). 
Ainsi, le sanctuaire de Afqa est communément attribué aujourd'hui au culte d'Aphrodite (ou a sa correspondance sémitique, la déesse Astarté) et aux rites liés à Adonis bien que aucun monument sur place n’étaye ni n’infirme ces hypothèses.

### Description
À l'ouest de la grotte, on trouve des ruines romaines occupant une terrasse naturelle aménagée. Les constructions se sont effondrées à la suite de glissements de terrain. La plus identifiable aujourd'hui correspond à un temple élevé sur podium et long d'environ 40 m. De plan tétrastyle et d’ordre corinthien il reposait sur des fondations de blocs de grès ocre jaune.
Le principal matériau utilisé dans la construction des parties visibles était le calcaire gris bleu. Les murs du temple étaient ornés de pilastres engagés à l’extérieur et de demi-colonnes engagées à l’intérieur. Dans l’Antiquité tardive, une basilique chrétienne à abside aurait été bâtie au même emplacement à la suite de la destruction du temple.
En contrebas du temple, vers le lit du fleuve, se trouve une galerie voûtée aménagée dans le soubassement du sanctuaire et qui capte l'eau d'une source souterraine. Une autre galerie située au-dessus de la précédente permettait probablement d’évacuer les eaux de ruissellement sous le temple. Ces galeries creusées ont pu contribuer à fragiliser la terrasse du sanctuaire et entrainer des glissements de terrain.

## Mythologie

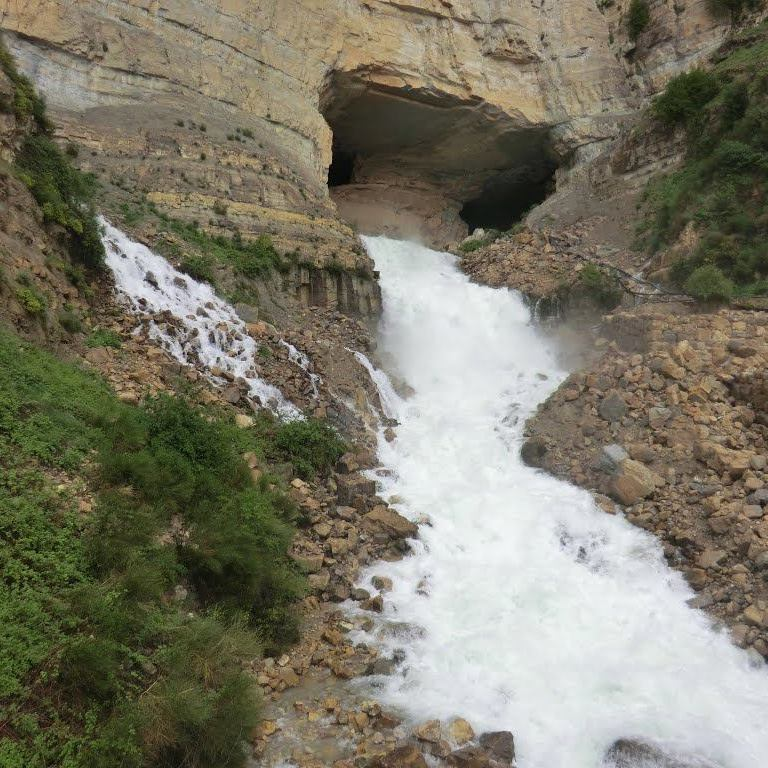
a l'hiver

Une légende locale rapportée par dans le De Dea Syria situe sous le porche de cette caverne l’une des plus belles histoires de la mythologie sémitique, celle d’Adonis
La grande beauté de ce pâtre ayant séduit Vénus, déesse de l’amour, l’un et l’autre se rencontraient et cachaient leurs amours dans la première salle de cette grotte. Mais Mars, dieu de la Guerre et amant de Vénus, découvrit le manège, se métamorphosa en sanglier furieux et tua son rival. La rivière qui sort de la grotte, aujourd’hui appelée le fleuve d'Abraham, fut longtemps dénommée fleuve d’Adonis, et la légende prétendait que l’eau de cette résurgence était le sang du demi-dieu qui continuait à couler pour perpétuer le souvenir de son assassinat.